# Integració per substitució trigonomètrica
En matemàtiques, la substitució trigonomètrica és la substitució d'altres expressions per expressions trigonomètriques. Es poden fer servir les identitats trigonomètriques per simplificar integrals que contenen expressions radicals:
{\displaystyle 1-\sin ^{2}\theta \;=\;\cos ^{2}\theta {\text{ per }}{\sqrt {a^{2}-x^{2}}}}
{\displaystyle 1+\tan ^{2}\theta \;=\;\sec ^{2}\theta {\text{ per }}{\sqrt {a^{2}+x^{2}}}}
{\displaystyle \sec ^{2}\theta -1\;=\;\tan ^{2}\theta {\text{ per }}{\sqrt {x^{2}-a^{2}}}}
En l'expressió a² − x², la substitució de a sin(θ) per x fa possible d'emprar la identitat 1 − sin²θ = cos²θ.
En l'expressió a² + x², la substitució de a tan(θ) per x fa possible de fer servir la identitat tan²θ + 1 = sec²θ.
De manera similar, en x² − a², la substitució de a sec(θ) per x fa possible utilitzar la identitat sec²θ − 1 = tan²θ.

## Exemples

### Integrals que contenena² −x²
A la integral
{\displaystyle \int {\frac {dx}{\sqrt {a^{2}-x^{2}}}}}
Es pot emprar
{\displaystyle x=a\sin(\theta )\ \ {\mbox{per}}\ {\mbox{tant}}\ \arcsin(x/a)=\theta ,}
{\displaystyle dx=a\cos(\theta )\,d\theta ,}
{\displaystyle a^{2}-x^{2}=a^{2}-a^{2}\sin ^{2}(\theta )=a^{2}(1-\sin ^{2}(\theta ))=a^{2}\cos ^{2}(\theta ),}
Així la integral esdevé
{\displaystyle \int {\frac {dx}{\sqrt {a^{2}-x^{2}}}}=\int {\frac {a\cos(\theta )\,d\theta }{\sqrt {a^{2}\cos ^{2}(\theta )}}}=\int d\theta =\theta +C=\arcsin(x/a)+C}
(Fixeu-vos que el pas anterior requereix que sigui a > 0 i cos(θ) > 0; es pot triar que a sigui l'arrel quadrada positiva de a²; i imposar la restricció a θ de ser −π/2 < θ < π/2 a base d'usar la funció arcsin().)
Per a una integral definida, cal analitzar com canvien els límits d'integració. Per exemple, si x va de 0 a a/2, llavors sin(θ) va de 0 a 1/2, per tant θ va de 0 a π/6. Llavors es té
{\displaystyle \int _{0}^{a/2}{\frac {dx}{\sqrt {a^{2}-x^{2}}}}=\int _{0}^{\pi /6}d\theta ={\frac {\pi }{6}}.}
(Aneu amb compte al triar els límits. La integració de la secció anterior requereix que −π/2 < θ < π/2, per tant, l'única possibilitat és que θ vagi de 0 a π/6. Si es descuidés aquesta restricció, es podria haver triat que θ anés de π a 5π/6, lo qual hauria donat un resultat negatiu.)

### Integrals que contenena² +x²
A la integral
{\displaystyle \int {\frac {1}{a^{2}+x^{2}}}\,dx}
es pot escriure
{\displaystyle x=a\tan(\theta )\ \ {\mbox{per}}\ {\mbox{tant}}\ \theta =\arctan(x/a),}
{\displaystyle dx=a\sec ^{2}(\theta )\,d\theta ,}
{\displaystyle a^{2}+x^{2}=a^{2}+a^{2}\tan ^{2}(\theta )=a^{2}(1+\tan ^{2}(\theta ))=a^{2}\sec ^{2}(\theta ),}
{\displaystyle x/a=\tan(\theta ),}
així la integral esdevé
{\displaystyle \int {\frac {1}{a^{2}\sec ^{2}(\theta )}}\,a\sec ^{2}(\theta )\,d\theta ={\frac {1}{a}}\int \,d\theta ={\frac {\theta }{a}}+C={\frac {1}{a}}\arctan(x/a)+C}
(donat que a > 0).

### Integrals que contenenx² −a²
integrals com
{\displaystyle \int {\frac {dx}{x^{2}-a^{2}}}}
S'haurien de resoldre amb els mètodes de integració de funcions racionals en comptes de provar de resoldre-les per substitucions trigonomètriques.
La integral
{\displaystyle \int {\sqrt {x^{2}-a^{2}}}\,dx}
Es pot resoldre per substitució
{\displaystyle {\begin{aligned}x&{}=a\sec \theta ,\\dx&{}=a\sec \theta \tan \theta \,d\theta ,\\x^{2}-a^{2}&{}=a^{2}\tan ^{2}\theta .\end{aligned}}}
Això inclourà la integral de la secant al cub.

## Substitucions que eliminen funcions trigonomètriques
La substitució es pot fer servir per eliminar funcions trigonomètriques. Per exemple,
{\displaystyle \int f(\sin x,\cos x)\,dx=\int {\frac {1}{\pm {\sqrt {1-u^{2}}}}}f\left(u,\pm {\sqrt {1-u^{2}}}\right)\,du,\qquad \qquad u=\sin x}
{\displaystyle \int f(\sin x,\cos x)\,dx=\int {\frac {-1}{\pm {\sqrt {1-u^{2}}}}}f\left(\pm {\sqrt {1-u^{2}}},u\right)\,du\qquad \qquad u=\cos x}
(però cal anar amb compte amb els signes)
{\displaystyle \int f(\sin x,\cos x)\,dx=\int {\frac {2}{1+u^{2}}}f\left({\frac {2u}{1+u^{2}}},{\frac {1-u^{2}}{1+u^{2}}}\right)\,du\qquad \qquad u=\tan {\frac {x}{2}}}
{\displaystyle \int {\frac {\cos x}{(1+\cos x)^{3}}}\,dx=\int {\frac {2}{1+u^{2}}}{\frac {\frac {1-u^{2}}{1+u^{2}}}{\left(1+{\frac {1-u^{2}}{1+u^{2}}}\right)^{3}}}\,du}
{\displaystyle {\begin{aligned}&{}={\frac {1}{4}}\int (1-u^{4})\,du={\frac {1}{4}}\left(u-{\frac {1}{5}}u^{5}\right)+C\\\\&{}={\frac {(1+3\cos x+\cos ^{2}x)\sin x}{5(1+\cos x)^{3}}}+C\end{aligned}}}